# Gorro de dormir

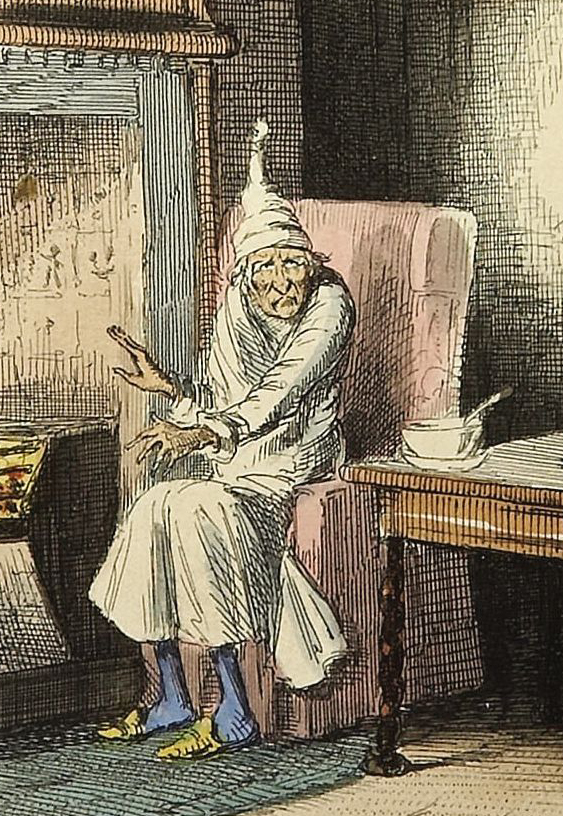
Ebenezer Scrooge, protagonista de Cuento de Navidad de Charles Dickens, en camisón y gorro de dormir. Ilustración de John Leech para la edición original de 1843.

Un gorro de dormir era un gorro masculino triangular de tela suave llevado mientras se duerme, acompañando al camisón o camisa de dormir y al posterior pijama. Son similares a los "beanies" unos gorros invernales usados en los climas fríos de la Europa del norte. Eran especialmente comunes en las Islas británicas y Escandinavia antes de que la calefacción central se generalizara, cuando las temperaturas habitualmente se desplomaban o fluctuaban de repente durante los meses invernales.

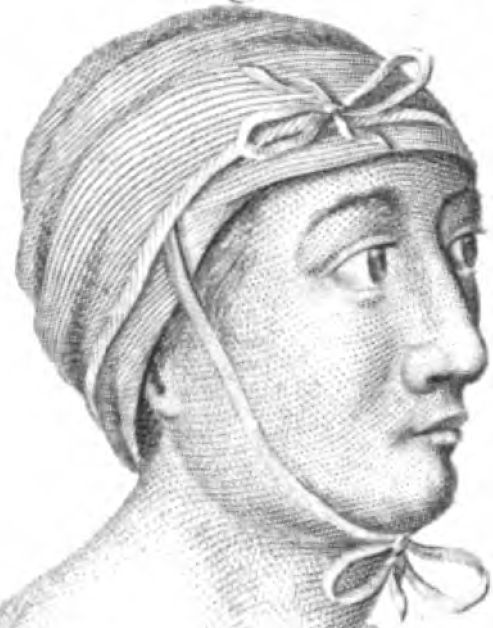
" He aquí delineada una gorra de noche, fijada de tal manera que pueda servir como una de las mejores vendas para la cabeza." En un tratado de cirugía (1801)

Los gorros de noche femeninos normalmente constaban de una pieza larga de tela envuelta alrededor de la cabeza o directamente pequeñas cofias. El gorro masculino era tradicionalmente puntiagudo, con una parte superior larga, generalmente rematada por una bola pequeña o pompón de alguna clase, la cual se podía utilizar a modo de bufanda. Mantenía el cuello tibio mientras no era lo suficientemente largo como para envolverse alrededor y crear peligro de estrangulación.
En los días de los ajusticiamientos en las cárceles londinenses de Tyburn y Newgate, el gorro de dormir se utilizó para esconder las agonías finales del prisionero, muchas veces el suyo mismo si lo podían proporcionar. Una vez había acabado sus oraciones, el verdugo sencillamente tiraba del gorro hacia abajo tapando su cara. En algunos casos, las mujeres podían escoger sustituirlo por un femenino sombrero con velo. Desde alrededor de 1850, una capucha de lino blanco será proporcionada por las autoridades como parte del proceso de ejecución.
Los gorros de dormir cayeron en desuso a principios del siglo XX, pero aun son a menudo presentados en animación y otros medios de comunicación como parte de la ropa de dormir de un personaje para dar un toque cómico o pasado de moda.